# Jean Cugnot
Jean Pierre Gaston Cugnot (París, 3 de agosto de 1899-París, 25 de junio de 1933) fue un deportista francés que compitió en ciclismo en la modalidad de pista. Participó en los Juegos Olímpicos de París 1924, obteniendo dos medallas, oro en la prueba de tándem y bronce en velocidad individual.

## Medallero internacional
| Juegos Olímpicos | Juegos Olímpicos | Juegos Olímpicos  | Juegos Olímpicos     |
| Año              | Lugar            | Medalla           | Competición          |
| ---------------- | ---------------- | ----------------- | -------------------- |
| 1924             | París (Francia)  | Medalla de oro    | Tándem               |
| 1924             | París (Francia)  | Medalla de bronce | Velocidad individual |